# أدوبي فيوز
أدوبي فيوز (بالإنجليزية: Adobe Fuse)‏ هو برنامج رسومات كمبيوتر ثلاثي الأبعاد تم تطويره في الأصل بواسطة ميكسامو وتم الحصول عليها من قبل أدوبي في يونيو 2015 وتم إيقافها أثناء الاختبار التجريبي.

## التاريخ
تم تطوير التكنولوجيا الموجودة تحت فيوز في البداية كمبدع شخصية في جامعة ستانفورد من عمل سيدهارتا شودري [الإنجليزية] في مجموعة البروفيسور فلادلين كولتون.
كما شاركت ميكسامو أيضًا مع Allegorithmic في إنشاء فيوز.
في نوفمبر 2013، تم إطلاق نسخة تجريبية من فيوز في الأصل على Steam.
في مارس 2014، تم إطلاق فيوز 1.0 رسميًا.
في 13 سبتمبر 2020، أوقفت أدوبي التطوير وأوقف دعم فيوز.

## من استخدامات برنامج فيوز
أدوبي فيوز هو منتج قائم على العميل يتيح للمستخدمين اختيار وتعديل مكونات الشخصية مثل أجزاء الجسم في الوقت الفعلي.
يمكن للمستخدمين أيضًا تخصيص شخصياتهم بخيارات الملابس والنسيج التي توفرها Allegorithmic.
تتمثل الحداثة الرئيسية لـ فيوز في قدرة المستخدمين على استيراد المحتوى الخاص بهم ودمجه تلقائيًا في نظام إنشاء الأحرف، والاستفادة من جميع ميزات المحتوى المحمّل مسبقًا.
يتم تزوير أحرف الصمامات من خلال خدمة ميكسامو عبر الإنترنت.

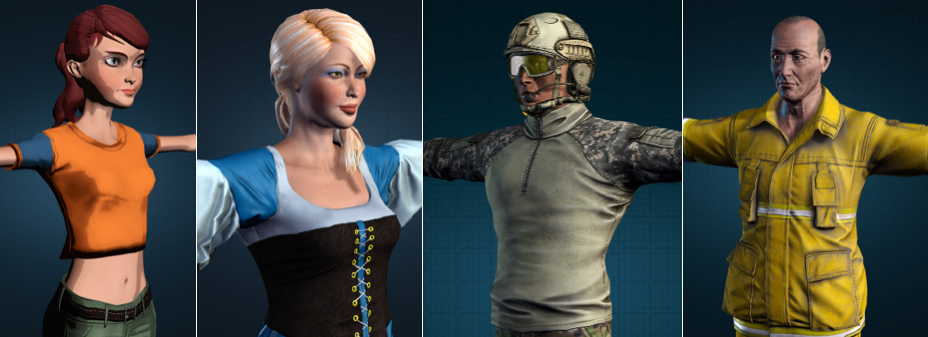
النماذج التي تم إنشاؤها باستخدام Fuse.

تمتلك الشخصيات جهازًا مدفوعًا بالعظام وجهازًا للوجه يعتمد على شكل مزيج للرسوم المتحركة للوجه.

## الاستخدام والتوافر
يستخدم فيوز في الغالب من قبل مطوري الألعاب ومعدلي الألعاب.
يتوفر فيوز في ميكسامو، في يونيتي ستور وفي سوق ستيم حيث يوجد به قاعدة مستخدمين من 40.000 مستخدم اعتبارًا من سبتمبر 2014. يمكن استيراد أحرف فيوز من خلال سلسلة محددة من الخطوات في الألعاب التي تم إنشاؤها باستخدام Source SDK بواسطة فالف.

## الترخيص
جميع المحتويات المتاحة داخل فيوز خالية من حقوق الملكية وتنظمها اتفاقية ترخيص المستخدم النهائي لـ فيوز .